# ボニータ・グランヴィル
ボニータ・グランヴィル（Bonita Granville、1923年2月2日 - 1988年10月11日）は、アメリカ合衆国の女優。

## 主な出演作品
- 噫、初恋 Ah, Wilderness! (1935)
- この三人 These Three (1936)
- フォーティ・リトル・マザーズ Forty Little Mothers (1940)
- ガラスの鍵 The Glass Key (1942)
- 情熱の航路 Now, Voyager (1942)
- ヒットラーズ・チルドレン／恐怖の殺人養成所 Hitler's Children (1943)
- 青春学園 Andy Hardy's Blonde Trouble (1944)
- 狂恋の果て Suspense (1946)
- 西部の王者ローンレンヂャー The Lone Ranger (1956)